# Alberto Vaquina
Alberto Vaquina, né le 4 juillet 1961 à Nampula, est un homme d'État et médecin mozambicain. Gouverneur de la province de Tete pour le FRELIMO de 2010 à 2012, il a été nommé au poste de Premier ministre le 8 octobre 2012 par le président Armando Guebuza.